# Epimorphose (Evolution)
Nach Iwan Iwanowitsch Schmalhausen (1884–1963) bezeichnet die Epimorphose die qualitativ höchste und neueste Etappe der fortschreitenden Evolution der Organisation der Organismen.
Während die progressive morphophysiologische Evolution den Lebewesen neue Lebensstätten (Biotope) zugänglich werden lässt, und damit die den Organismen zugängliche Umwelt erweitert, führt die Epimorphose zur potentiell unbegrenzten Erweiterung und bewussten Beherrschung der Umwelt, d. h. zur Ansiedlung der Organismen auf der ganzen Erde und vor allem zur Erschließung und Ausnutzung aller Hilfsquellen des Lebens, zur Produktion ihrer eigenen Lebensbedingungen.
Diese potentiell unbegrenzte Erweiterung und Beherrschung der Umwelt durch den Menschen kommt in dem Begriff der Noosphäre zum Ausdruck. Damit heben sich diese höchstentwickelten Organismen über alle Lebewesen hinaus. Schmalhausen:
Diese letzte denkbare Etappe der Evolution erreicht in geologisch jüngst vergangener Zeit der Mensch.
Der Begriff der Epimorphose wird somit zum Allgemeinbegriff der biologischen Evolution, der den Weg des Menschen als Spezialfall einschließt, ihn von der sonstigen Höherentwicklung der Lebewesen abgrenzt und zugleich mit entsprechenden möglichen Entwicklungen auf anderen Himmelskörpern zusammenfasst.
Anmerkung:

Diese Auffassung entspricht nicht dem aktuellen Stand der Evolutionstheorie:
- Hier stellt dieser Begriff keinen Allgemeinbegriff dar. Er ist in der Fachsprache der Entwicklungsbiologie (Ontologie) bereits für andere Sachverhalte definiert.
- Sie lehnt die Theorie des progressiven Fortschritts und damit die Einordnung der Lebewesen in eine Stufenleiter (Scalae naturae) ab.
- Insbesondere wird die anthropozentrische Auffassung, dass der Mensch die höchste Entwicklungsstufe („Krone der Schöpfung“) darstellt, abgelehnt.